# Kozlikovo
Kozlikovo je naseljeno mjesto u Republici Hrvatskoj u Zagrebačkoj županiji. 

## Zemljopis
Kozlikovo pripada Okićkom kraju koji se smatra dijelom Samoborskog Prigorja.[nedostaje izvor] Administrativno je u sastavu općine Klinča Sela. Naselje se proteže na površini od 2,20 km². Susjedna su mu naselja Beter, Goli Vrh, Tržić i Repišće.

## Stanovništvo
Prema popisu stanovništva iz 2021. godine u Kozlikovu živi 130 stanovnika u 36 kućanstava. Gustoća naseljenosti iznosi 62 st./km².
| broj stanovnika | 56    | 73    | 77    | 97    | 111   | 115   | 121   | 128   | 129   | 121   | 105   | 106   | 91    | 104   | 119   | 127   | 130   |
|                 | 1857. | 1869. | 1880. | 1890. | 1900. | 1910. | 1921. | 1931. | 1948. | 1953. | 1961. | 1971. | 1981. | 1991. | 2001. | 2011. | 2021. |

Stanovništvo Kozlikova gotovo je u potpunosti hrvatsko, a najčešća prezimena su Vučković, Roščić i Hrenek, što odgovara trima domicilnim kućnim zadrugama (domus, dim) popisanim u Kozlikovu krajem 18. i sredinom 19. stoljeća.
U popisima stanovništva za kraljevine Hrvatsku i Slavoniju koje je proveo Kraljevski statistički ured u Zagrebu 1880., 1890., 1900. i 1910. zabilježen je sljedeći narodnosni i vjerski sastav:
* Iskazivano pod nazivom Kozlikovo Selo. Nije postavljano pitanje o narodnosti nego o vjeri
* Iskazivano pod nazivom Kozlikovo Selo. Nije postavljano pitanje o narodnosti nego o vjeri
* Iskazivano pod nazivom Kozlikovo Selo. Umjesto o narodnosti postavljano je pitanje o materinjem jeziku
* Nije postavljano izravno pitanje o narodnosti nego o materinjem (govornom) jeziku

## Župa
Kozlikovo pripada Župi Sveta Marija pod Okićem. Župa se prvi put spominje u Popisu župa Zagrebačke biskupije iz 1334. godine.
U Župi se preko 400 godina na blagdan Male Gospe održava tradicionalno proštenje "Kljuka".

## Šport
- NK Dinamo Okić Kozlikovo, nogometni klub